# Franciszek Joachimiak
Franciszek Joachimiak (ur. 22 lipca 1881 w Gajówce w powiecie łęczyckim, zm. 26 stycznia 1968 w Łodzi) – działacz socjalistyczny i komunistyczny.
W 1888 przeniósł się z rodziną do Łodzi, gdzie skończył 2 klasy szkoły podstawowej. Od 1893 był włókniarzem w fabrykach. Od 1901 członek PPS "Proletariat", potem PPS. W 1903 przeszedł do SDKPiL. Uczestnik rewolucji 1905-1907, podczas której organizował strajki, był członkiem zarządu SDKPiL dzielnicy Górna i brał udział w walkach z Kozakami na Widzewie. W czerwcu 1905 roku został ranny podczas powstania łódzkiego. Doktor Seweryn Sterling ukrył go w suterenie szpitala im. Poznańskich i leczył przez trzy tygodnie, w tajemnicy przed carskimi funkcjonariuszami. W lipcu 1905 roku aresztowano Joachimiaka na kilka miesięcy. W latach 1914–1918 był działaczem Robotniczego Stowarzyszenia Spożywców "Robotnik", a od 1918 do 1938 roku działał w KPRP/KPP. Kilkakrotnie prewencyjnie aresztowany. Podczas okupacji był robotnikiem w Łodzi. Od 1945 członek PPR, od 1948 PZPR. W latach 1945–1956 pracował w zakładach przemysłu bawełnianego, później otrzymał rentę dla zasłużonych. Od 1952 do 1956 roku był zastępcą posła na Sejm PRL I kadencji.
Był odznaczony m.in. Krzyżem Niepodległości (1938) i Orderem Sztandaru Pracy I klasy (1955). W 1967 opublikowano w Łodzi jego wspomnienia w zbiorze zatytułowanym "Wspomnienia weteranów rewolucji 1905 i 1917 r."